# Pavel Belyayev
Pavel Ivanovich Belyayev (russo: Павел Иванович Беляев), (Chelizshevo, 26 de junho de 1925 — Moscou, 10 de janeiro de 1970) foi um cosmonauta soviético, selecionado para o programa espacial da URSS em 1960, após quinze anos de experiência na Força Aérea e na Marinha Soviética.
Em março de 1965, Belayev foi ao espaço como comandante da histórica missão Voskhod 2, ao lado do cosmonauta Alexei Leonov, que tornou-se o primeiro humano a fazer um passeio no espaço fora da nave.
Condecorado como Herói da União Soviética, entre outras importantes comendas do governo soviético, Belyayev morreu em 1970 vítima de peritonite, resultado de uma operação de úlcera estomacal mal sucedida.